# Christmas with The Puppini Sisters
Christmas With The Puppini Sisters è il terzo album del trio The Puppini Sisters, pubblicato il 5 novembre 2010 dall'etichetta discografica Verve.
Si tratta di un album di genere natalizio, contenente cover di noti brani come Santa Baby di Eartha Kitt e Last Christmas degli Wham!.

## Tracce
CD (Verve 060252750394 (UMG) / EAN 0602527503943)
1. Step Into Christmas – 3:41 (Elton John, Bernie Taupin)
2. Santa Baby – 3:24 (Joan Javits, Philip Springer, Fred Ebb, Tony Springer)
3. Here Comes Santa Claus – 3:02 (Gene Autry, Oakley Halderman)
4. Last Christmas – 5:03 (George Michael)
5. Let It Snow – 3:25 (Sammy Cahn, Jule Styne)
6. White Christmas – 3:18 (Irving Berlin)
7. All I Want for Christmas Is You – 3:21 (Walter Afanasieff, Mariah Carey)
8. Mele Kalikimaka – 2:57 (Robert Alex Anderson)
9. Winter Wonderland – 2:24 (Felix Bernard, Richard B. Smith)
10. Oh Holy Night – 3:53 (Adolphe-Charles Adam,)

Durata totale: 34:28